# Qishan (Beamter)
Qishan (chinesisch 琦善, Pinyin Qíshàn; Mandschu ᡴᡳᡧᠠᠨ nach Möllendorff kišan; Großjährigkeitsname 靜庵 / 静庵,  Jìng'ān; * 18. Januar 1786; † 3. August 1854) war ein mongolischer Adliger, der hohe Staatsämter während der Qing-Dynastie unter Kaiser Daoguang innehatte. Höhepunkt seiner Karriere waren die Verhandlungen mit Charles Elliot in Guangzhou während des Ersten Opiumkriegs. Viele seiner Zeitgenossen sahen ihn als Verräter an und er wurde während des Krieges verhaftet und verurteilt, später jedoch rehabilitiert.

## Herkunft
Qishan stammte aus einer adligen Familie. Sein Vorfahr Enggeder hatte sich Nurhaci angeschlossen, als dieser die Jurchen in den Acht Bannern vereinte. Qishans Vater diente als Generalleutnant (Dutong) der Bannergarnison in Rehol.

## Karriere
Mit sechzehn Jahren erhielt Qishan aufgrund seiner Abstammung einen Posten in der Justizverwaltung am Hofe. 1819 erhielt er das Amt des Gouverneurs von Henan. Im Verlauf diente er auch als Gouverneur von Shandong, Generalgouverneur von Liangjiang (Jiangxi, Jiangsu und Anhui) und militärischer Befehlshaber der Garnison von Chengdu. Einmal wurde er aufgrund von mangelhaften Maßnahmen bezüglich des Deichbaus gerügt und zurückgestuft. 1831 erhielt er das Generalgouverneursamt von Zhili.

## Opiumkrieg
Qishan wird oft einer Fraktion zugerechnet, die einer Opiumlegalisierung in China zugeneigt gewesen sei. Dafür gibt es jedoch keine schriftlichen Zeugnisse seiner selbst. Er selbst führte in Zhili eine Repressionspolitik gegen Opium durch und setzte sich in der Kommunikation unter Würdenträgern für eine harte Linie ein. Ein großer Opiumfund 1838 in Zhili unter Qishans Herrschaft bewog Daoguang dazu, Lin Zexu zur Unterdrückung des Opiumhandels nach Kanton zu entsenden.
Als Generalgouverneur von Zhili wurde er im August 1840 von Kaiser Daoguang bestimmt, die Verhandlungen mit der vor dem Hai He liegenden britischen Flotte unter Charles Elliot zu führen. Er konnte Elliot dazu bewegen, sich aus den nordchinesischen Gewässern wieder nach Kanton zurückzuziehen, um dort weiterzuverhandeln. Um ihm die nötige Befehlsgewalt zu verleihen, wurde er auf den Generalgouverneursposten der Südprovinzen Lianguang versetzt.
Die von ihm im Januar 1841 verhandelte Konvention von Chuenpi, welche eine Ersatzzahlung für das von Lin beschlagnahmte Opium und die Überlassung Hongkongs nach dem Vorbild Macaus als Zugeständnisse enthielten. Ebenso sollte der Kantonhandel wiederaufgenommen werden. Das Abkommen wurde sowohl von der britischen Regierung als auch dem Kaiser abgelehnt.
Er wurde im März 1841 wegen des Verdachts auf Bestechung durch die Briten festgenommen und sein Vermögen beschlagnahmt. Während des Krieges wurde er zum Tode verurteilt, jedoch bald später zu Zwangsarbeit begnadigt. 1843 wurde er als Generalleutnant von Rehal rehabilitiert. Er nahm im Verlauf erneut verschiedene Posten im Kaiserreich ein, wurde jedoch nicht mehr nach Kanton zurückberufen.